# ジョン・リグビー (政治家)

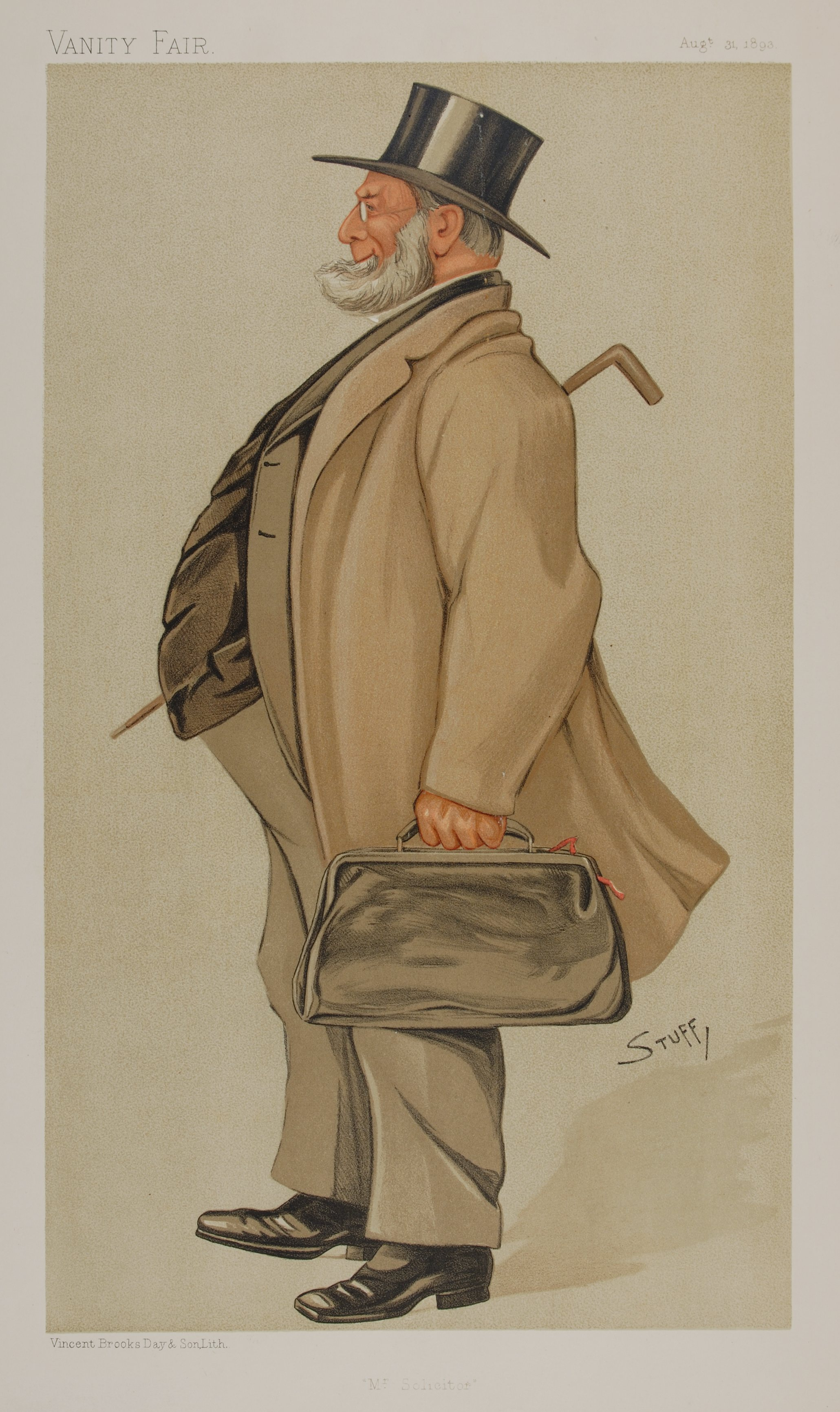
"Mr Solicitor"
1893年8月31日のバニティ・フェアのカリカチュア。

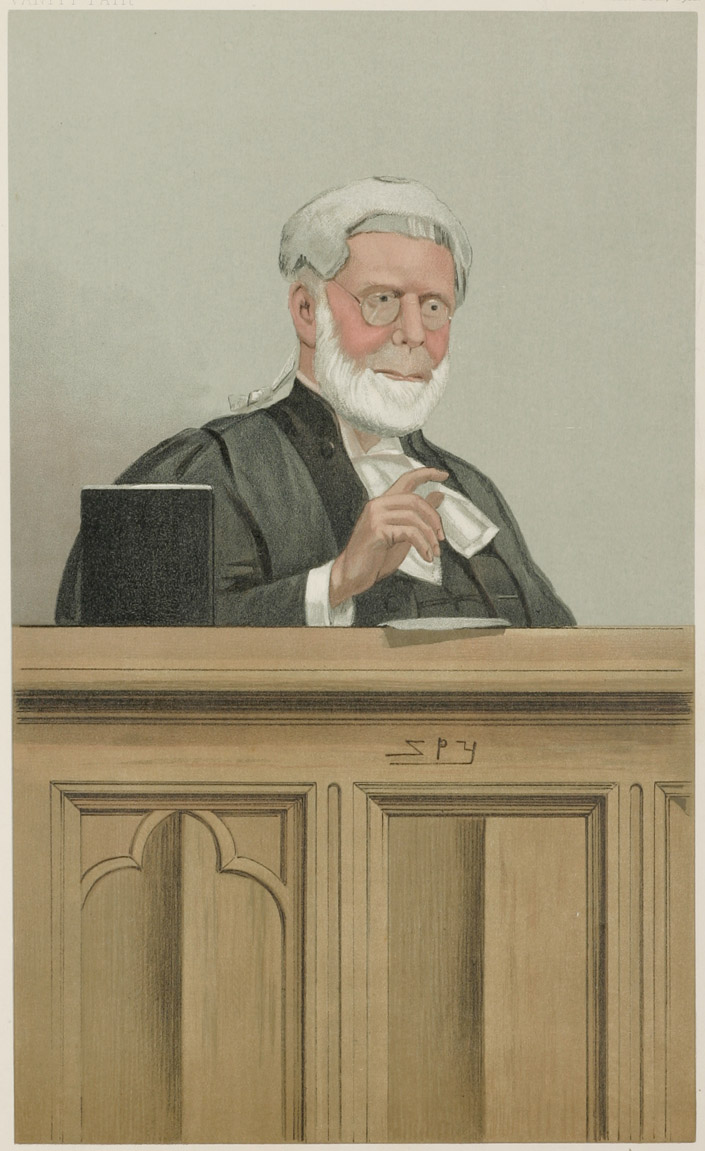
"a blunt Lord Justice"
1901年3月のバニティ・フェアのSpy（レスリー・ウォード）によるカリカチュア。

サー・ジョン・リグビー（英: Sir John Rigby、1834年1月8日 - 1903年6月26日
）は、イギリスの裁判官、1885年から1894年まで庶民院議員を務めた自由党政治家。

## 生い立ちと教育
チェシャーのランカーンにて、ハルトンのトマス・リグビー（Thomas Rigby）とエリザベス・ケンダル（Elizabeth Kendal）の息子として生まれた。リヴァプール・カレッジに通い、1953年にトリニティ・カレッジに入学した。1856年セカンド・ラングラーとしてカレッジを卒業した。また、年内2つ目のスミス賞を授与された。1856年カレッジのフェローに選出され、1860年リンカーン法曹院で弁護士の資格を得た。

## 法学の経歴
リグビーがどのようにして弁護士になったかという話はドンフォード・イエーツの1958年の伝記“B-berry and I Look Back”の120頁で見ることができる。1875年、リグビーは大蔵省の普通弁護士に指名された。1881年、リグビーは勅撰弁護士になった（"took silk"）。彼は並の弁護士ではなく、 貴族院司法委員会の上訴に頻繁に関与した。自由党国会議員に短いながらも2度所属していた。1885年イギリス総選挙では、ウィズビーチ選挙区でMPとして当選したが、1886年イギリス総選挙で敗退した。
1892年イギリス総選挙で議会に返り咲き、スコットランドで与党から議席を獲得した自由党員の1人となった。また自由統一党のジェームズ・ウィリアム・バークレーを退けて、フォーファーシャー選挙区の代表になった。イングランド法務次官に抜擢され、1892年11月26日ナイトを叙された。1894年イングランド法務長官になった。 
1894年10月19日、庶民院議席を離れ、控訴院裁判官を任ぜられた。同時に枢密院に入った。 1901年の退職まで控訴裁判所に従事し、年賦金£3,500を約束された。

### 裁判
- The Satanita（英語版） [1897] AC 59 - イングランドの法の、従来の申し出と受容のパターンとは異なる非典型的な契約法のケース。リグビーの判決は上訴委員会（英語版）に承認された。

## 私生活

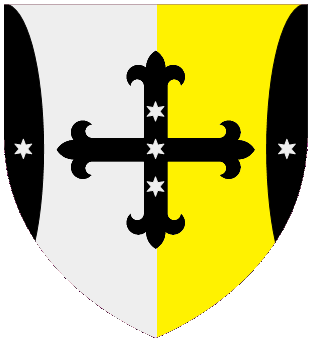
紋章の盾。

退職より数年前、リグビーは重度の転倒事故に見舞われ、健康が完全に回復することはなかった。1903年7月、チェルシー・エンバークメントの家で没した（享年69）。